# Loa (Literaturwissenschaft)
Loa (von spanisch loar, loben) ist die Bezeichnung für eine Form des  Prologs im spanischen Theater des 16. und 17. Jahrhunderts.  Die Loa trat an die Stelle des älteren Introito und enthält gewöhnlich den Lobpreis einer Person (z. B. der Honoratioren einer Stadt) sowie den Inhalt des jeweiligen Stücks. Sie ist vergleichbar mit der Captatio benevolentiae in der Antike. Wanderbühnen hatten meist ein Repertoire von mehreren Loas, die sie an die lokalen Gegebenheiten ihrer jeweiligen Spielstätte anpassen konnten. Agustín de Rojas Villandrando erwähnt diese Tatsache in seinem Werk El viaje entretenido aus dem Jahr 1603.